# Обикновена сива акула
Обикновената сива акула (Carcharias taurus) е вид хрущялна риба от семейство Odontaspididae. Възникнал е преди около 23,03 млн. години по времето на периода палеоген. Видът е уязвим и сериозно застрашен от изчезване.

## Разпространение и местообитание
Разпространен е в Австралия (Куинсланд и Нов Южен Уелс), Албания, Алжир, Аржентина, Бахамски острови, Бермудски острови, Босна и Херцеговина, Бразилия, Гамбия, Гана, Гвинея, Гвинея-Бисау, Гърция, Египет, Еритрея, Йемен, Индия, Испания, Италия, Кабо Верде, Камерун, Либерия, Либия, Ливан, Мароко, Мексико, Мозамбик, Нигерия, Саудитска Арабия, САЩ (Вирджиния, Делауеър, Джорджия, Кънектикът, Мейн, Мериленд, Ню Джърси, Род Айлънд, Северна Каролина, Флорида и Южна Каролина), Сенегал, Сиера Леоне, Сирия, Судан, Тунис, Турция, Уругвай, Франция, Хърватия, Черна гора, Южна Африка и Япония.
Обитава крайбрежията и пясъчните дъна на океани, морета, заливи, рифове и реки в райони с тропически, умерен и субтропичен климат. Среща се на дълбочина от 1 до 1220 m, при температура на водата от 4,4 до 26 °C и соленост 33,2 — 36,5 ‰.

## Описание
На дължина достигат до 3,3 m, а теглото им е максимум 158,8 kg.
Продължителността им на живот е около 12 години.